# Kaltkathoden-Thyratron

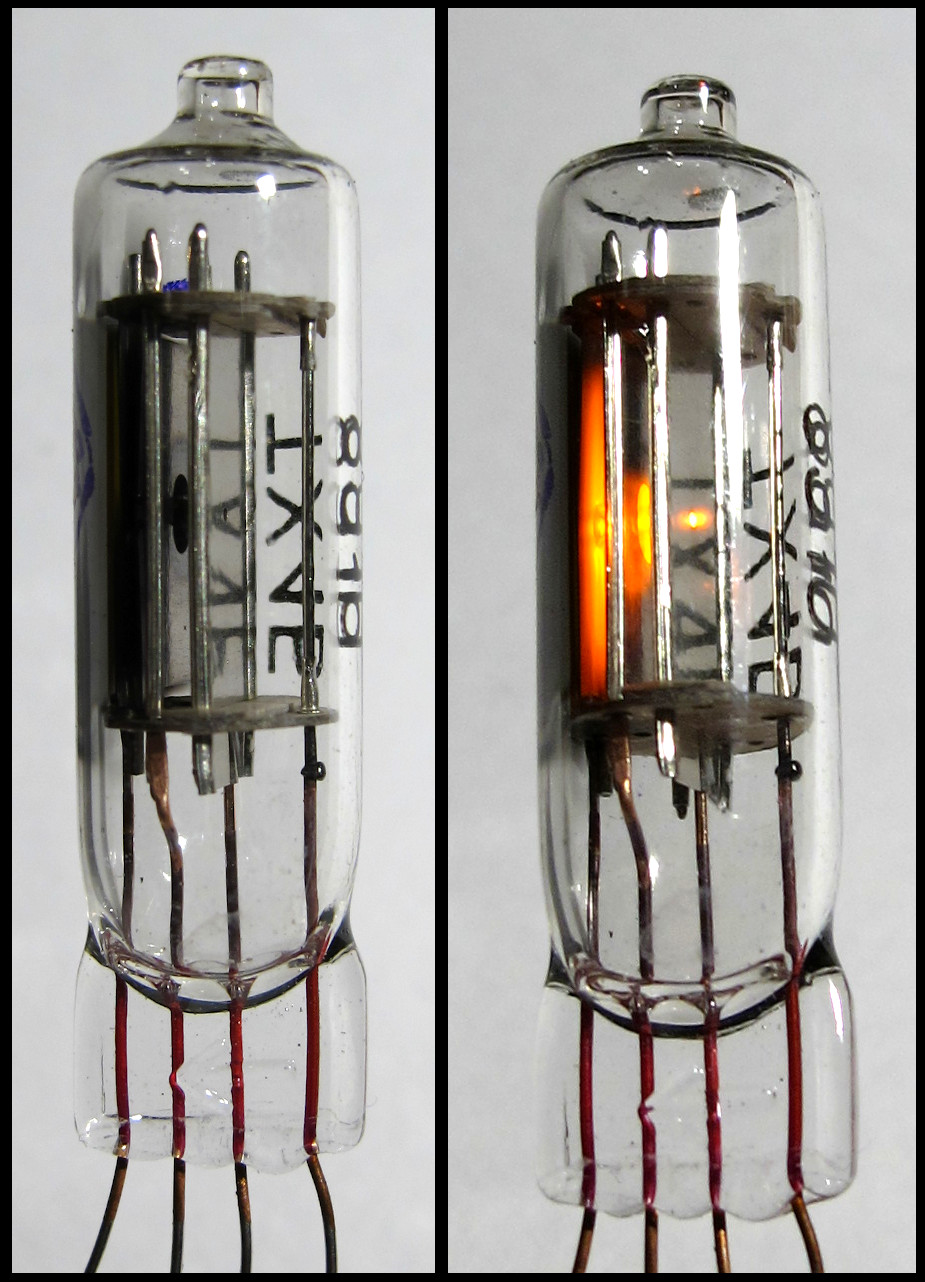
Relaisröhre im ausgeschalteten (links) und eingeschalteten (rechts) Zustand

Ein Kaltkathoden-Thyratron, auch als Relaisröhre bezeichnet, ist eine Kaltkathodenröhre und spezielle Bauform des Thyratrons. Im Gegensatz zum herkömmlichen Thyratron mit einer Glühkathode enthält der Röhrenkolben mindestens drei nicht beheizte Elektroden: Anode, Kathode und eine oder mehrere Zündelektroden und besitzt eine Edelgasfüllung. Gasmischungen aus Neon und Argon sind üblich. Das Kaltkathoden-Thyratron unterscheidet sich auch in der Zündung, welche durch eine Glimmentladung zwischen einer positiv vorgespannten Zündelektrode und der Kathode bestimmt wird. Bei ausreichend hoher Gleichspannung zwischen Anode und Kathode kommt es durch die Glimmentladung zu einem Stromfluss zwischen der Anode und Kathode, welcher den Arbeitsstromkreis bildet.
Im ausgeschalteten Zustand haben Relaisröhren einen sehr hohen Eingangswiderstand an der Zündelektrode. Ab einer bestimmten positiven Spannung der Zündelektrode gegenüber der Kathode erfolgt die Zündung. Wie bei der Glimmlampe kommt es dabei im eingeschalteten Zustand zu einer Leuchterscheinung, welcher bei durchsichtigen Glaskolben auch von außen beobachtet werden kann und in Farbe und Helligkeit dem einer Glimmlampe entspricht. 
Da Relaisröhren im Gegensatz zum Thyratron nicht geheizt werden, sind sie sofort betriebsbereit, haben im ausgeschalteten Zustand keinen Leistungsverbrauch und eine lange Standzeit, da keine mechanisch bewegten Teilen wie bei einem elektromechanischen Relais vorliegen. Nachteilig ist der geringe Anodenstrom, welcher nur einige Milliampere beträgt, und eine Zündspannung, welche bei vergleichsweise hohen Werten um die 100 V und darüber liegt. Um diese hohen Zündspannungen in praktischen Anwendungen zu reduzieren, gibt es Typen von Kaltkathoden-Thyratrons welche zwei Zündelektroden besitzen. Der Einsatzbereich ist auf Anwendung mit hohen Spannungen und zum Schalten von geringen Strömen im Bereich von einigen Milliampere eingeschränkt.
Aufgrund ihrer geringen Größe von einigen wenigen Zentimeter Länge fanden sie früher in großer Stückzahl unter anderem in Zeitrelais, analogen Fernsehgeräten und Telefonanlagen Verwendung. Außerdem können sie durch den Glimmeffekt und entsprechender Gestaltung des Röhrenaufbaus den  Arbeitszustand optisch signalisieren und erleichterten so beispielsweise die Fehlersuche in Telefonanlagen. Sie haben wegen der schwer reproduzierbaren technischen Daten wie genau definierbare Zündspannung nur noch geringe praktische Bedeutung und sind unter anderem durch halbleiterbasierte Bauelemente wie den Thyristor in der Funktion weitgehend ersetzt worden.